# Gürcü Mehmed Paixà I
Gürcü Mehmed Paixà, anomenat Hadim (otomà Khadim) que vol dir "Eunuc", fou un gran visir otomà del 1622 al 1623. Era d'origen georgià com testimonia el seu nom Gürcü (Georgià). Va morir el 1626.
Eunuc de palau va ascendir a la jerarquia administrativa i va arribar a tercer visir el 22 de setembre de 1604, sent nomenat beglerbegi d'Egipte, càrrec que només va exercir uns mesos (octubre de 1604 a juny de 1605) però va aconseguir restablir l'orde castigant a les tropes regulars otomanes que s'havien amotinat.
Va tornar a Istanbul i fou nomenat pel mateix càrrec a Bòsnia (otomà Bosna) i governador militar de Belgrad i el Danubi. El 1609 i 1610 fou nomenat caimacan, en absència del gran visir Kuyucu Murat Paixà que va dirigir dues campanyes a Pèrsia, i va seguir al càrrec fins a la tornada del nou gran visir Gümülcineli Damat Nasuh Paixà (27 de setembre de 1612) signant en aquest temps unes capitulacions amb Holanda (6 de juliol de 1612).
El 24 de novembre de 1613 quan el sultà va marxar Edirne el va nomenar governador d'Istanbul. El gran visir Öküz Kara Mehmed Paixà (1614-1616) el va nomenar segon visir i a més caimacan (maig de 1615 a tardor del 1616). El 1617 es va unir a les tropes en campanya a Khotin.
El 1619 va ser rebaixat altre cop a tercer visir durant la desgràcia del seu germà Mere Hüseyin Paixà però va recuperar el grau el juliol de 1620. Quan després de la revolta contra el sultà Osman II (8 de maig de 1622) Mere Hüseyin Paixà va pujar a gran visir el juny de 1622, el va nomenar governador militar d'Edirne.
El 21 de setembre de 1622 el sultà Mustafà I el va cridar per ser gran visir, amb encàrrec de restablir l'ordre a la capital, que no va aconseguir plenament, especialment tenint en compte que el rebel Abaza Paixà era gendre de Mere Hüseyin Paixà. El gener de 1623 va fer executar alguns implicats en l'assassinat de Osman II i els militars revoltats per instigació de Mere Hüseyin Paixà van exigir la seva destitució, que es va concedir el 5 de febrer de 1623 sent desterrat a Malkara (podria ser a Tràcia).
El desterrament va durar només fins al setembre de 1623 quan deposat Mustafà I, el gran visir Kemankeş Kara Ali Paixà el va fer arrestar junt amb Damat Halil Paixà per sospitar que ajudaven al rebel Abaza amb el qual els dos personatges tenien llaços. Alliberats poc després, Gürcü Mehmed Paixà fou nomenat altre cop caimacan (abril de 1624) per Çerkes Mehmed Ali Paixà.
El fracàs del gran visir Hafiz Ahmed Paixà en el setge de Bagdad (novembre de 1625 a juliol de 1626) va posar altre cop als geníssers en estat de revolta i van exigir l'execució dels que consideraven incompetents. Gürcü fou executat tot i que devia tenir al tomb de 90 anys.